# Ovjuri járás

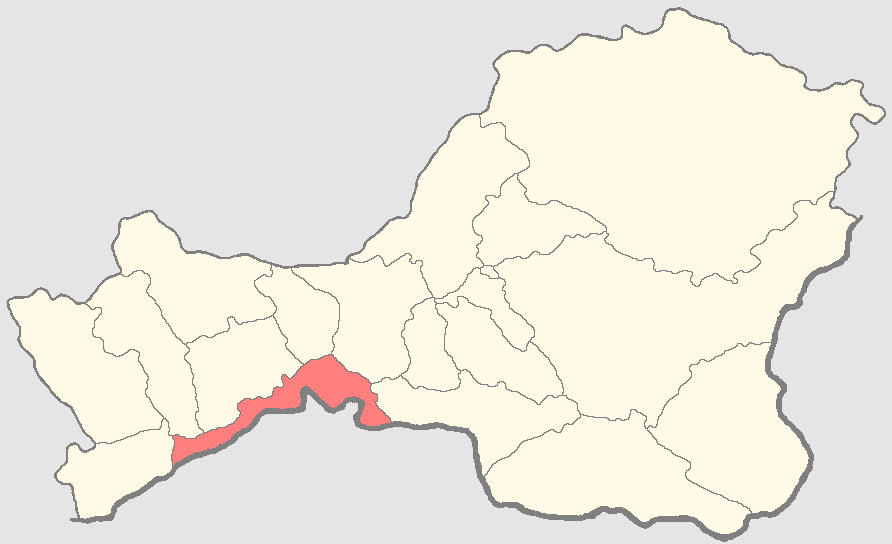
Az Ovjuri járás a Tuva Köztársaságban

Az Ovjuri járás (oroszul Овюрский кожуун, tuvai nyelven Өвүр кожуун) Oroszország egyik járása a Tuvai Köztársaságban. Székhelye Handagajti.

## Népesség
- 1989-ben 8 868 lakosa volt.
- 2002-ben 7 930 lakosa volt.
- 2010-ben 7 025 lakosa volt.